# 高椅乡
高椅乡，是中华人民共和国湖南省怀化市会同县下辖的一个乡镇级行政单位。

## 行政区划
高椅乡下辖以下地区：
三洲村、唐洲村、网塘村、双滩村、岭头村、上高村、翁江村、上大市村、红光村、红坡村、雪峰村、高联村、槐枧村、翁桃村、翁高村、邓家村和高一村。

## 中国传统村落
2012年，高椅村被评为首批“中国传统村落”。